# Phytomyza orientalis
Phytomyza orientalis este o specie de muște din genul Phytomyza, familia Agromyzidae, descrisă de Spencer în anul 1962. Conform Catalogue of Life specia Phytomyza orientalis nu are subspecii cunoscute.